# Cam Đường (thị xã)
Cam Đường là một thị xã cũ thuộc tỉnh Lào Cai, Việt Nam, tồn tại trong hai giai đoạn 1963–1979 và 1992–2002.
Địa bàn thị xã Cam Đường cũ hiện nay tương ứng với khu vực phía nam thành phố Lào Cai (nay thuộc khu vực phường Cam Đường hiện nay).

## Địa lý
Trước khi giải thể vào năm 2002, thị xã Cam Đường nằm ở trung tâm tỉnh Lào Cai, có vị trí địa lý:
- Phía đông giáp huyện Bảo Thắng
- Phía tây giáp huyện Sa Pa (nay là thị xã Sa Pa) và huyện Bát Xát
- Phía nam giáp huyện Sa Pa và huyện Bảo Thắng
- Phía bắc giáp thị xã Lào Cai.

Thị xã có diện tích 153,05 km², dân số năm 2001 là 35.013 người, mật độ dân số đạt 229 người/km².

## Lịch sử
Vùng đất thị xã Cam Đường xưa thuộc động Cam Đường, đến thời nhà Nguyễn đổi thành xã Cam Đường. Năm 1907, thực dân Pháp thành lập tỉnh Lào Cai, xã Cam Đường thuộc châu Thủy Vĩ. Dưới thời kháng chiến chống Pháp, xã Cam Đường thuộc huyện Bảo Thắng, gồm có 33 thôn (làng, bản), trong đó có 5 thôn (bản) vùng cao là U Sì Xung, Bản Pèng, Láo Lý, Pắc Công, Nậm Rịa và các thôn vùng thấp là Tùng Tung, Cốc Sa, Làng Dạ, Làng Thác, Làng Vạch, Làng Cáng, Làng Phời, Làng Chiềng, Làng Nhớn với diện tích tự nhiên khoảng 15.000 ha. Toàn xã có hơn 5.000 nhân khẩu, gồm 9 dân tộc, đông nhất là các dân tộc: Tày, Dao, Kinh.
Tháng 4 năm 1955, xã Cam Đường được chia thành 5 xã: Cam Đường, Hợp Thành, Nam Cường, Quang Trung, Tân Tiến (Tả Phời).
Ngày 11 tháng 2 năm 1963, do nhu cầu phát triển khu mỏ apatit, Hội đồng Chính phủ ban hành Quyết định số 12/CP thành lập thị xã Cam Đường trên cơ sở tách một phần diện tích và dân số của xã Cam Đường thuộc huyện Bảo Thắng. Thị xã Cam Đường gồm 3 tiểu khu: Bến Đá, Pom Hán, Bắc Lệnh.
Thị xã Cam Đường có diện tích tự nhiên là 542,8 ha, dân số khoảng 4.000 người, bao gồm 6 dân tộc: Kinh, Tày, Giáy, Dao, Xá Phó, Hoa.
Ngày 27 tháng 12 năm 1975, Quốc hội khóa V ban hành nghị quyết hợp nhất ba tỉnh Lào Cai, Yên Bái, Nghĩa Lộ thành tỉnh mới lấy tên là Hoàng Liên Sơn. Thị xã Cam Đường thuộc tỉnh Hoàng Liên Sơn.
Ngày 16 tháng 1 năm 1979, Hội đồng Chính phủ ban hành Quyết định 15-CP. Theo đó:
- Sáp nhập các thôn Tân Lập, Phú Thịnh, Bắc Tà, An Lac, Vĩ Kim I, Vĩ Kim II, Trâu Ví I, Trâu Ví II, Lò Gạch và Chính Cường của xã Nam Cường, huyện Bảo Thắng vào thị xã Lào Cai để thành lập một xã lấy tên là xã Nam Cường ngoài
- Sáp nhập xã Cam Đường và các thôn Cốc Xa, Lùng Thành, Xóm Mới, Đồng Hồ, Tùng Tung của xã Nam Cường thuộc huyện Bảo Thắng vào thị xã Cam Đường
- Thành lập một xã lấy tên là xã Nam Cường trong thuộc thị xã Cam Đường trên cơ sở các thôn Cốc Xa, Lùng Thành, Xóm Mới, Đồng Hồ, Tùng Tung của xã Nam Cường.

Ngày 17 tháng 4 năm 1979, Hội đồng Chính phủ ban hành Quyết định 168-CP. Theo đó, sáp nhập toàn bộ diện tích và dân số của thị xã Cam Đường vào thị xã Lào Cai.
Ngày 17 tháng 9 năm 1981, Ủy ban nhân dân tỉnh Hoàng Liên Sơn ban hành Quyết định số 1218/QĐ-UBND chia tách xã Cam Đường để thành lập phường Thống Nhất và phường Xuân Tăng thuộc thị xã Lào Cai.
Ngày 27 tháng 9 năm 1983, Hội đồng Bộ trưởng ban hành Quyết định 106-HĐBT. Theo đó, sáp nhập xã Nam Cường trong và xã Nam Cường ngoài thành một xã lấy tên là xã Nam Cường thuộc thị xã Lào Cai.
Ngày 13 tháng 1 năm 1986, Hội đồng Bộ trưởng ban hành Quyết định 8-HĐBT. Theo đó, chuyển 2 xã Hợp Thành và Tả Phời thuộc huyện Bảo Thắng về thị xã Lào Cai quản lý.
Ngày 9 tháng 6 năm 1992, Hội đồng Bộ trưởng ban hành Quyết định số 205-HĐBT tái lập thị xã Cam Đường từ một phần diện tích và dân số của thị xã Lào Cai.
Sau khi tái lập, thị xã Cam Đường có 16.986 ha diện tích tự nhiên và 33.334 người, gồm 14 dân tộc.
Ngày 1 tháng 7 năm 1992, Ban Tổ chức - Cán bộ của Chính phủ ban hành Quyết định số 412/TCCP chia xã Nam Cường thuộc thị xã Cam Đường thành hai xã Nam Cường và Bắc Cường. Đồng thời chuyển xã Bắc Cường về thị xã Lào Cai quản lý.
Cuối năm 2001, thị xã Cam Đường có 8 đơn vị hành chính trực thuộc, gồm 4 phường: Bắc Lệnh, Pom Hán, Thống Nhất, Xuân Tăng và 4 xã: Cam Đường, Hợp Thành, Nam Cường, Tả Phời.
Ngày 31 tháng 1 năm 2002, Chính phủ ban hành Nghị định số 16/2002/NĐ-CP tái sáp nhập thị xã Cam Đường vào thị xã Lào Cai.